# Bahrajnské královské letectvo
Bahrajnské královské letectvo (arabsky سلاح الجو الملكي البحريني‎) jsou vzdušné síly Bahrajnu.

## Historie
Letectvo Bahrajnu bylo založeno v roce 1977 jako Letecké křídlo Bahrajnských obranných sil. V roce 1987 vznikla organizačně samostatná složka obrojených sil pod názvem Bahrajnské emírské letectvo. 
V roce 2002 se název změnil na Bahrajnské královské letectvo. V roce 2009 mělo 1 500 příslušníků.
Výzbroj byla v době založení tvořena pouze dvěma vrtulníky Bölkow Bo 105 plnícími spojovací úkoly. Následující rok získal Bahrajn další vrtulník tohoto typu, jež používá stále. Později letectvo získalo 8 stíhaček Northrop F-5E Freedom Fighter a 4 dvoumístné F-5F, následovaných víceúčelovými stroji General Dynamics F-16 Fighting Falcon, používanými letectvem hlavně v rolích záchytných stíhačů i jako stíhací bombardéry.

## Letadla
Tabulka obsahuje přehled letecké techniky bahrajnských vzdušných sil v roce 2023 podle FlightGlobal.
| Název                                 | Původ                  | Určení                                            | Verze                                 | Ve službě      | Poznámky                                              |                |
| Bojové letouny                        | Bojové letouny         | Bojové letouny                                    | Bojové letouny                        | Bojové letouny | Bojové letouny                                        | Bojové letouny |
| ------------------------------------- | ---------------------- | ------------------------------------------------- | ------------------------------------- | -------------- | ----------------------------------------------------- | -------------- |
| General Dynamics F-16 Fighting Falcon | Spojené státy americké | víceúčelový bojový letoundvoumístný bojový letoun | F-16CF-16D                            | 174            | Objednáno dalších 16 jednomístných kusů ve verzi „V“. |                |
| Dopravní a transportní letouny        |                        |                                                   |                                       |                |                                                       |                |
| Cessna 208 Caravan                    | Spojené státy americké | lehký transportní/užitkový letoun                 |                                       | 1              |                                                       |                |
| Lockheed C-130 Hercules               | Spojené státy americké | taktický transportní letoun                       | Lockheed Martin C-130J Super Hercules | 2              |                                                       |                |
| Vrtulníky                             |                        |                                                   |                                       |                |                                                       |                |
| Bell 212/412                          | Spojené státy americké | užitkový vrtulník                                 |                                       | 21             |                                                       |                |
| Bell AH-1 Cobra                       | Spojené státy americké | bitevní vrtulník                                  | AH-1E/F                               | 22             |                                                       |                |
| Bell AH-1Z Viper                      | Spojené státy americké | bitevní vrtulník                                  | AH-1Z                                 | 6              | Objednáno dalších 6 kusů                              |                |
| Sikorsky UH-60 Black Hawk             | Spojené státy americké | transportní a užitkový vrtulník                   | S-70/UH-60M                           | 8              |                                                       |                |
| Cvičná letadla                        |                        |                                                   |                                       |                |                                                       |                |
| BAE Hawk                              | Spojené království     | proudový cvičný a lehký bojový letoun             | Hawk 129                              | 6              |                                                       |                |
| Bell AH-1 Cobra                       | Spojené státy americké | cvičný vrtulník                                   | AH-1P                                 | 8              |                                                       |                |
| Bölkow Bo 105                         | Německo                | cvičný a užitkový vrtulník                        |                                       | 4              |                                                       |                |
| Northrop F-5                          | Spojené státy americké | proudový cvičný a lehký stíhací letoun            | F-E/F                                 | 12             |                                                       |                |
| Slingsby T67 Firefly                  | Spojené království     | cvičný letoun pro základní výcvik                 | T67M260                               | 3              |                                                       |                |